# 7800° Fahrenheit
| 전문가 평가                   | 전문가 평가 |
| 평가 점수                     | 평가 점수   |
| 출처                          | 점수        |
| ----------------------------- | ----------- |
| AllMusic                      | [ 2 ]       |
| The Rolling Stone Album Guide | [ 3 ]       |

《7800° Fahrenheit》는 미국의 록 밴드 본 조비의 두 번째 스튜디오 음반이다. 1985년 3월 27일, 머큐리 레코드를 통해 발매되었다. 이 음반의 제목은 4313°C에 해당하는 바위의 용해점을 가리키는 것이었다. 화씨 척도는 미국에서만 주로 사용되고 있기 때문에 《7800° Fahrenheit》는 따라서 "아메리칸 핫 록"을 암시했다.
이 음반은 나중에 《Slippery When Wet》과 《New Jersey》에 사용될 고전적인 1980년대 본 조비 로고를 소개했다.
《7800° Fahrenheit》는 빌보드 200 차트에서 37위에 올랐고, 미국에서 골드를 인증 받은 이 밴드의 첫 번째 음반이었다. 104주 동안 차트를 유지했고, 1987년 2월 19일에 플래티넘 인증을 받았다. 싱글 〈Only Lonely〉와 〈In and Out of Love〉는 모두 빌보드 핫 100에 올랐다.

## 배경
1985년 1월부터 3월 사이에 펜실베이니아주 필라델피아에 있는 웨어하우스 스튜디오에서 6주 만에 녹음된 이 음반은 본 조비와 프로듀서 랜스 퀸의 마지막 협업으로 녹음되었다. 이 음반은 네 명의 밴드 멤버가 작곡한 유일한 본 조비 음반이다.
팬이 좋아하는 밴드임에도 불구하고, 이 밴드는 음반 사운드에 만족하지 못했고, 그들이 《Slippery When Wet》와 《New Jersey》로 세계적인 슈퍼스타로서의 위상을 확고히 한 후, 본질적으로 이 음반과 인연을 끊었다. 이 음반은 본 조비의 경력 전반에 걸쳐 세트리스트에서 가장 적게 다뤄진 작품이다. 《7800° Fahrenheit》에 수록된 곡들은 New Jersey Syndicate Tour 이후로는 연주되지 않았지만, 1990년대 일본과 브라질에서 〈Tokyo Road〉가 몇 차례 연주되었고, 2010년 The Circle Tour 기간 중에는 〈Only Lonely〉가 간헐적으로 연주되었으며, 같은 투어 중 하와이에서 〈Tokyo Road〉가 한 차례 연주되기도 했다.
"나는 항상 두 번째 음반은 간과해왔어요."라고 존 본 조비는 2007년에 언급했다. "항상 그랬고, 앞으로도 그럴 거예요. 우리는 그걸 만들 시간이 없었고, 우리가 어떤 존재인지도 몰랐죠... 우리는 프로듀서 랜스 퀸이 하라는 대로 다 했어요. 그는 훌륭한 기타리스트였고 토킹 헤즈와도 음반 작업을 한 사람이었기 때문에, 그의 말을 따를 수밖에 없었죠."
"우리 모두 개인적으로 힘든 시기를 겪고 있었어요." 그는 《Slippery When Wet》이 발매되었을 당시 이렇게 설명했다. "그리고 그 긴장이 우리가 만든 음악에 그대로 드러났죠. 유쾌한 경험은 아니었어요... 랜스 퀸은 우리에게 맞는 사람이 아니었고, 그게 우리가 잘못된 방향으로 가고 있다는 느낌을 더했어요. 우리 중 누구도 다시는 그런 정신 상태로 살고 싶지 않아요. 그 음반은 뒤로 하고, 우리는 앞으로 나아갔습니다."

## 곡 목록
| #  | 제목                     | 작사·작곡                  | 재생 시간 |
| -- | ------------------------ | -------------------------- | --------- |
| 1. | 〈In and Out of Love〉   | 존 본 조비                 | 4:25      |
| 2. | 〈The Price of Love〉    | 본 조비                    | 4:14      |
| 3. | 〈Only Lonely〉          | 본 조비, 데이비드 브라이언 | 4:58      |
| 4. | 〈King of the Mountain〉 | 본 조비, 리치 샘보라       | 3:54      |
| 5. | 〈Silent Night〉         | 본 조비                    | 5:07      |

| #   | 제목                              | 작사·작곡                                   | 재생 시간 |
| --- | --------------------------------- | ------------------------------------------- | --------- |
| 6.  | 〈Tokyo Road〉                    | 본 조비, 샘보라                             | 5:40      |
| 7.  | 〈The Hardest Part Is the Night〉 | 본 조비, 샘보라, 브라이언                   | 4:25      |
| 8.  | 〈Always Run to You〉             | 본 조비, 샘보라                             | 5:00      |
| 9.  | 〈To the Fire〉                   | 본 조비, 샘보라, 브라이언                   | 4:27      |
| 10. | 〈Secret Dreams〉                 | 본 조비, 샘보라, 티코 토러스, 빌 그래보스키 | 4:56      |

## 인증
| 국가                       | 인증     | 판매량/출하량 |
| -------------------------- | -------- | ------------- |
| 캐나다 (뮤직 캐나다)       | 플래티넘 | 100,000^      |
| 영국 (BPI)                 | 실버     | 60,000^       |
| 미국 (RIAA)                | 플래티넘 | 1,000,000^    |
| ^출하량을 기반으로 한 인증 |          |               |